# Фентон, Джон
Джон Уильям Фентон (англ. John William Fenton, 1828—1890) — британский музыкант, известный как «первый капельмейстер Японии» и «отец духовой музыки Японии». Автор музыки первого варианта национального гимна Японии. Иностранный советник при правительстве.
Родился в 1828 году в Кинсейле, графство Корк в Ирландии, которая в то время входила в состав Соединённого Королевства.
Служил капельмейстером 1-го батальона 10-го пехотного полка (позднее переименован в Royal Lincolnshire Regiment) и был откомандирован в Японию в 1868 году, куда батальон был направлен для охраны сеттльмента в Иокогаме в конце сёгуната Токугава и первых лет реставрации Мэйдзи.
Кадеты японского военно-морского училища, услышав репетиции британского военного оркестра, где служил Фентон, захотели создать свой военный оркестр и обратились к Фентону с просьбой стать их наставником. Таким образом был создан первый военный оркестр в японском военном флоте. Фентон отнёсся серьёзно к своим новым подопечным и специально заказал из Лондона инструменты для японского военного оркестра. В 1871 году, когда закончился срок командировки Фентона, он остался в Японии ещё на шесть лет, сначала в качестве капельмейстера японского военного флота, а затем капельмейстера императорского двора. Оплата его труда осуществлялась флотом и Музыкальным департаментом императорского двора («бюро Гагаку»).
Ещё в 1869 году Фентон обнаружил, что Япония не имеет своего национального гимна, и руководство страны решило его создать. Текст подготовил капитан артиллерии японской армии (впоследствии — маршал) Ояма Ивао — выходец из самурайского рода княжества Сацума. Ояма слыл знатоком японской и китайской литературы и в качестве текста для гимна выбрал японское стихотворение X века в стиле вака. Эти слова стали текстом гимна, и, по некоторым оценкам, привлекли внимание Фентона, потому что напоминали текст гимна Великобритании («Боже, храни королеву»). Фентон счёл, что слова и музыка японского гимна должны быть в том же духе.
По некоторым сведениям, Ояма попросил Фентона сочинить мелодию для гимна, но впоследствии жаловался, что музыка Фентона имела слишком много сходства с мелодией Сацума для лютни. После обращения Оямы у Фентона было только три недели, чтобы сочинить музыку, и несколько дней, чтобы отрепетировать её перед исполнением гимна императору. Фентон уложился в срок, и гимн был исполнен императору Мэйдзи в 1870 году.
Музыка Фентона была первой версией гимна Японии (Кими га ё (яп. 君が代)), которая использовалась недолго. В настоящее время музыка гимна, сочинённая Фентоном, ежегодно исполняется в святилище Миёкодзи в Иокогаме. Это святилище находится рядом с местом, где Фентон создал первый военный оркестр Японии.
В 1880 году Управление Императорского двора сначала приняло новую музыкальную редакцию гимна, написанную композитором Хиромони Хаяси. Мелодия Хаяси представляла собой смешанный стиль, частично следующий традициям японской придворной музыки, и в то же время в нём наличествовали мотивы европейской музыки. Некоторые элементы композиции Фентона в ней были сохранены. Чуть позже немецкий композитор Франц фон Эккерт переработал мелодию гимна, опираясь на западные музыкальные традиции, и представил в императорском дворце свой вариант 3 ноября 1880 года, в день рождения императора. Мелодия Эккерта была принята и является действующей музыкальной редакцией гимна Японии до настоящего времени.
Джон Фентон был дважды женат. Первая его жена, Энни Мария, умерла в 1871 в возрасте 40 лет и похоронена в Иокогаме на кладбище для иностранцев. После этого Фентон женился на Джейн Пилкингтон, в апреле 1877 года супруги уехали из Японии и поселились в Сан-Франциско. В 1881 году Бюро переписи населения зафиксировало, что Джон Фентон с женой и двумя дочерьми — Джесси и Марией — живут в Монтрозе, Шотландия; спустя некоторое время Фентон вернулся в Калифорнию, где умер в 1890 году и был похоронен в Санта-Крузе.